# The Escape (film, 1928)

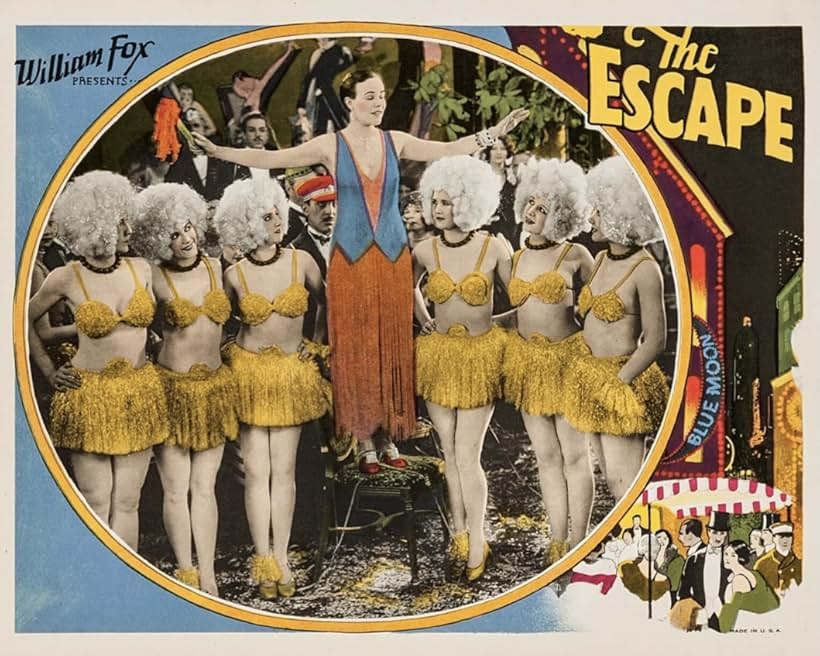
Carte The Escape, 1928.

Pour les articles homonymes, voir The Escape.
The Escape est un film muet réalisé par Richard Rosson et sorti en 1928.

## Synopsis
Jerry Magee tombe amoureux de May Joyce, une fille pauvre dont le père est contrebandier. May obtient un emploi dans une boîte de nuit quand son père est tué lors d'un raid. Elle travaille pour l'homme responsable de la mort de son père. Magee perd son emploi, commence à boire beaucoup et devient lui-même contrebandier.

## Fiche technique
- Réalisation : Richard Rosson
- Synopsis : Garrett Graham, Paul Schofield d'après The Escape de Paul Armstrong (de 1913[2]
- Photographie : H. Kinley Martin
- Montage : J. Logan Pearson, J. Edwin Robbins
- Genre : Mélodrame[1]
- Production : Fox Film Corporation
- Durée : 58 minutes
- Date de sortie : 
  - États-Unis : 28 avril 1928

## Distribution
- William Russell : Jerry Magee
- Virginia Valli : May Joyce
- Nancy Drexel : Jennie Joyce
- George Meeker : Dr. Don Elliott
- William Demarest : Trigger Caswell
- James Gordon : Jim Joyce